# Franklin Dória
Franklin Américo de Meneses Dória, Barão de Loreto, (Ilha dos Frades, 12 de julho de 1836 — Rio de Janeiro, 28 de outubro de 1906) foi um advogado, político, orador, magistrado e poeta brasileiro, membro fundador da Academia Brasileira de Letras. Casou-se com Maria Amanda Lustosa Paranaguá, filha de João Lustosa da Cunha Paranaguá, o 2° marquês de Paranaguá.

## Vida Inicial
Foi a Salvador para realizar seus estudos iniciais, completando os estudos no Colégio de São Vicente de Paulo, no curso de hummanidades entre 1852 e 1853.
Formou-se em direito na Faculdade de Direito do Recife em 1859, tendo como colegas Aristides Lobo e Joaquim José de Campos da Costa de Medeiros e Albuquerque, pai de Medeiros e Albuquerque.
Como advogado, notabilizou-se pela defesa de causas importantes, como a do desembargador Pontes Visgueiro, autor de afamado homicídio no Maranhão. Ainda exerceu as funções de promotor, delegado e juiz.

## Política

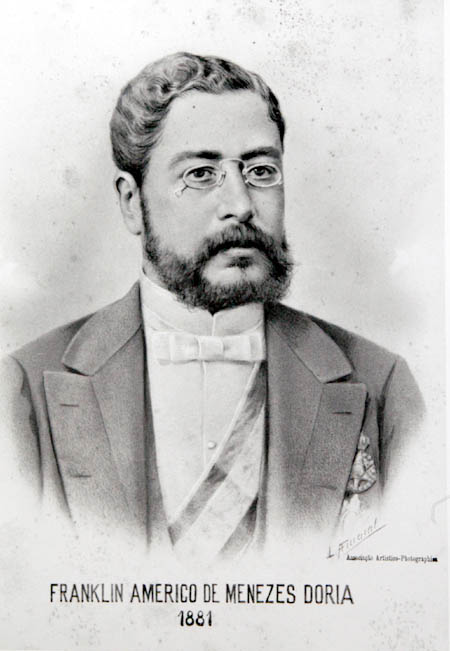
Franklin Dória.

Foi eleito deputado provincial na Bahia em 1863. Foi nomeado presidente de três diferentes províncias. Em 1864 foi nomeado presidente da província do Piauí, de 28 de maio de 1864 a 3 de agosto de 1866, em 1866 presidente da província do Maranhão, e em 1880, presidente da província de Pernambuco. Em 1872 foi eleito para a Câmara dos Deputados, sendo reeleito, em mandatos alternados, até 1885. Foi presidente da câmara.
Foi ministro da Guerra no Gabinete Saraiva (1881), quando fundou a Biblioteca do Exército, que perdura até hoje, ministro interino das Relações Exteriores, em 3 de novembro de 1881, e ministro do Império no último gabinete da monarquia, do visconde de Ouro Preto, em 1889 (ver Gabinete Ouro Preto). Conselheiro do Império, recebeu o título de barão de Loreto em 1888.

## Literatura
No mesmo ano de sua formatura, em 1859, publicou Enlevos, seu único volume de poesia, impregnado de lirismo, ao reproduzir estados de alma, e de caráter objetivo, nas descrições do cenário das belezas naturais da "ilha encantada" do poeta. Quase todas as poesias subordinam-se a esse caráter e ao estilo descritivo. Cedo abandonou o verso. E desde o aparecimento do seu primeiro livro só publicou, em poesia, um trabalho a tradução de Evangelina, de Longfellow, lido na presença do Imperador D. Pedro II.
Também publicou os seguintes livros:
- Estudo sobre Luís José Junqueira Freire, 1869.
- Cântico comemorativo da Guerra do Paraguai, 1870.
- Discursos sobre instrução, 1877.
- Da Poesia, caracteres essenciais; diferença da prosa; qualidade de poeta, 1878.
- Questões judiciais, 1881.
- Dois discursos, 1884.
- Discurso e poesia em homenagem a Camões, 1886.
- Capítulo “A Instrução”, no volume A década republicana, 1899.

## Família Imperial

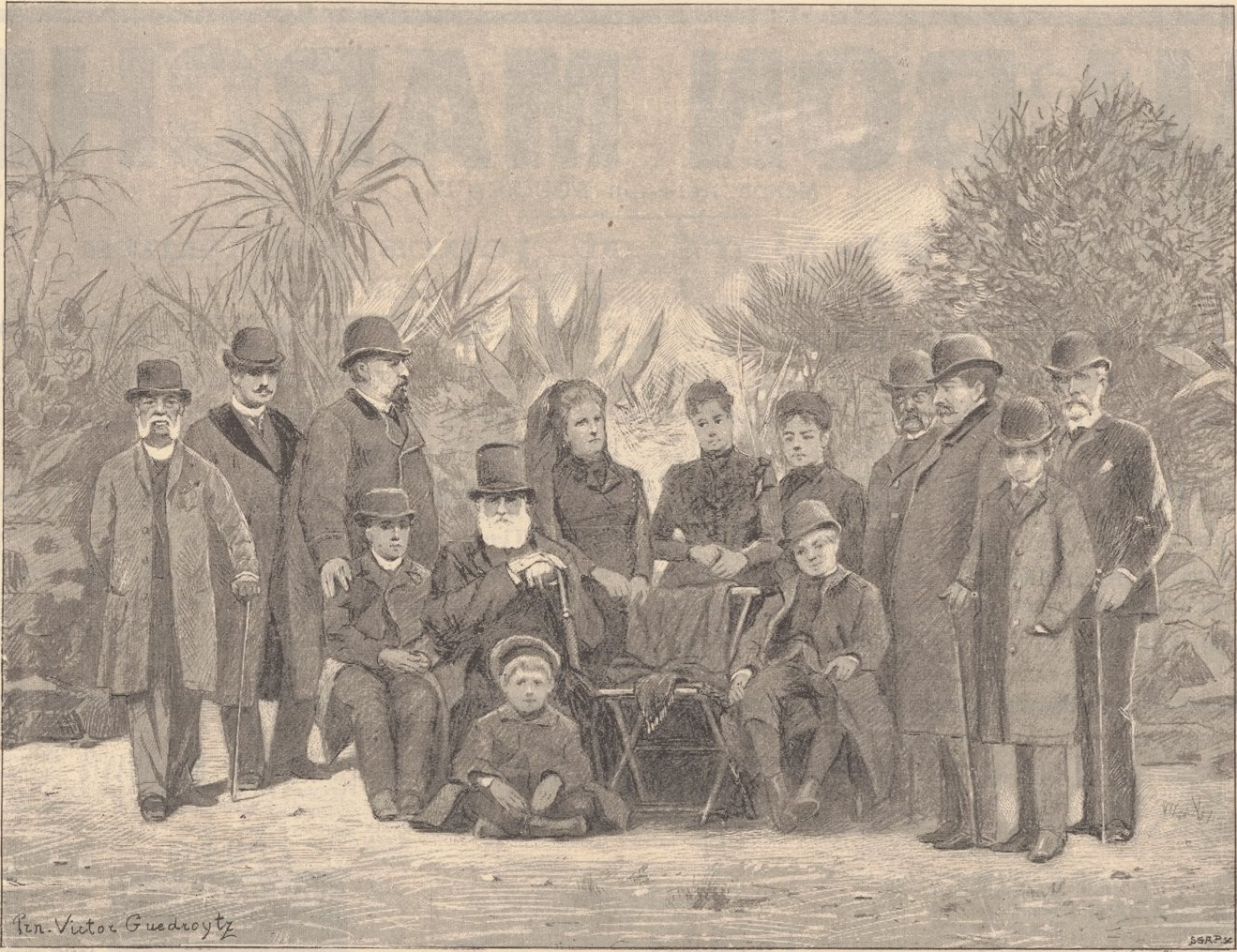
O Imperador Pedro II e sua família em Cannes. O Barão de Loreto é o 4º da direita para a esquerda.

Era muito ligado à Família Imperial Brasileira, acompanhando-a no exílio. De volta ao Brasil, dedicou-se à advocacia e à literatura. Foi professor de literatura por concurso no Colégio Pedro II e trabalhou no Instituto Histórico e Geográfico Brasileiro.

## Família
Seu pai, José Inácio de Meneses Dória, descendia nos antigos donos das fazendas do Loreto e de Guadalupe, na Ilha dos Frades. Sua mãe, Águeda Clementina de Meneses Dória, era filha de um comandante de milícias durante a Independência da Bahia.
Em maio de 1868, casou-se com Maria Amanda Lustosa Paranaguá, filha de João Lustosa da Cunha Paranaguá, o 2° marquês de Paranaguá. O casal não deixou descendência.

## Excertos
FADÁRIO (domínio público)
O poeta, primeiro, preludia
Sons fugitivos de um viver sem dor:
Colhe sonhos gentis na fantasia;
É o doce cantor.
Ama o céu, e o mar, e a natureza,
Essa eterna epopéia do Senhor;
Ama, sem escolher, qualquer beleza;
É o doce cantor.
Ao depois, o poeta se desprende
Do formoso jardim, no qual viveu:
Sua alma agora vivo lume acende;
É o cantor do céu.
Para o amor da mulher achou estreita
A terra, em que inocente adormeceu;
Para mundos etéreos se indireita;
É o cantor do céu.
Voltou depressa, que encontrou espinhos,
Julgando achar esplêndidos troféus:
Sentou-se sobre o marco dos caminhos;
É o cantor de Deus.
E, solitário, co’olhar aflito
Fitado lá na abóbada dos céus;
E nas faces o pranto do proscrito...
É o cantor de Deus.
(Enlevos, 1859.)

## Academia Brasileira de Letras

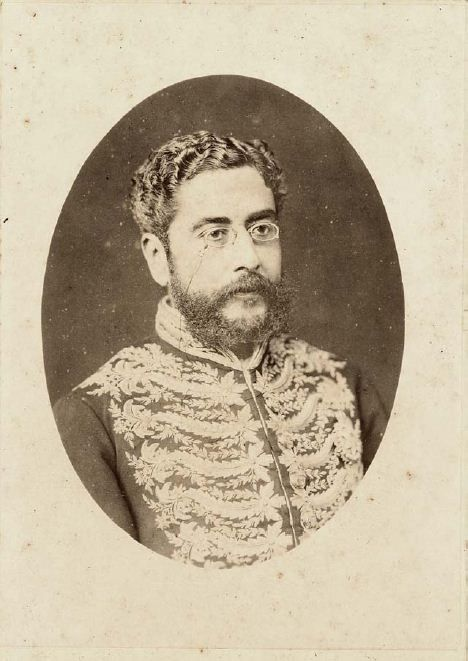
O Barão de Loreto com o fardão da Academia Brasileira de Letras.

Eleito em 28 de janeiro de 1897 pelos trinta membros que compareceram à sessão de instalação da Academia Brasileira de Letras para completar o quadro da Academia, Franklin Dória é o fundador da cadeira 25, que tem como patrono o poeta Junqueira Freire.

## Condecorações
- Grã-cruz da Ordem da Águia Vermelha - Condecoração recebida por sua atuação como ministro interino das Relações Exteriores